# Charlotte Schmidt
Charlotte Schmidt, geborene Böhmer (* 14. März 1933 in Niederschelden, heute zu Siegen), ist eine ehemalige deutsche Leichtathletin.
Bei den Europameisterschaften 1954 gewann sie die Silbermedaille mit der deutschen 4-mal-100-Meter-Staffel (47,1 s: Irmgard Egert, Charlotte Böhmer, Irene Brütting, Maria Sander). Im 100-Meter-Lauf dieser Europameisterschaften schied sie im Zwischenlauf aus, im 200-Meter-Lauf belegte sie Platz 6.
Charlotte Schmidt gehörte dem Sportverein OSV Hörde an. Mit der Sprintstaffel des Vereins gewann sie 1954, 1956 und 1959 die deutsche Meisterschaft sowie 1957 und 1959 jeweils den deutschen Hallenmeistertitel. 1954 und 1955 wurde sie Deutsche Meisterin über 200 Meter, 1956 Deutsche Hallenmeisterin über 70 Meter.